# Caffè Pedrocchi
Le Caffè Pedrocchi est un célèbre café situé au centre de la ville de Padoue, en Vénétie (Italie).

## Description
Aménagé dans un édifice néoclassique du XIXe siècle, la décoration de ses salles est confiée entre 1826 et 1831 à  l'architecte Giuseppe Jappelli. À l'intérieur, une grande salle, nommée Rosa, occupe tout le rez-de-chaussée. Au premier étage, à l'initiative de l'architecte imaginatif et créatif, les huit salles sont décorées chacune dans un style différent (égyptien, roman, Cinquecento, étrusque, etc.).

## Éléments d'histoire

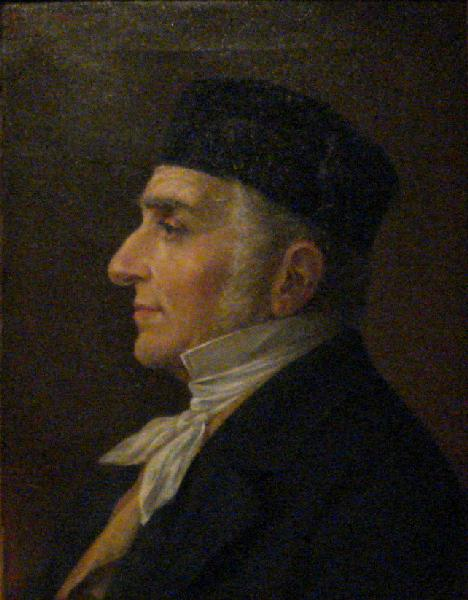
Portrait d'Antonio Pedrocchi, fondateur du Caffè Pedrocchi. Réalisé par Achille Astolfi autour de 1850

Le café est connu pour avoir été le théâtre, en 1848, des émeutes estudiantines qui furent le point de départ de la révolte contre les Autrichiens.
Il a aussi accueilli, de nombreux écrivains parmi lesquels, Stendhal, Lord Byron ou Dario Fo. Stendhal parlait de lui comme « l'excellent restaurateur Pedrocchi, le meilleur d'Italie ».
Jusqu'à la fin de la Grande Guerre, le Caffè Pedrocchi est connu aussi comme le  « Café sans porte » dans la mesure où il était ouvert nuit et jour, sans interruption.

## Gastronomie
À déguster : son fameux café aux arômes de chocolat à la menthe.
Le Caffé Pedrocchi est également le créateur de l'amer P31 Aperitivo Green utilisé pour la réalisation du Green Spritz et de la Green Bière

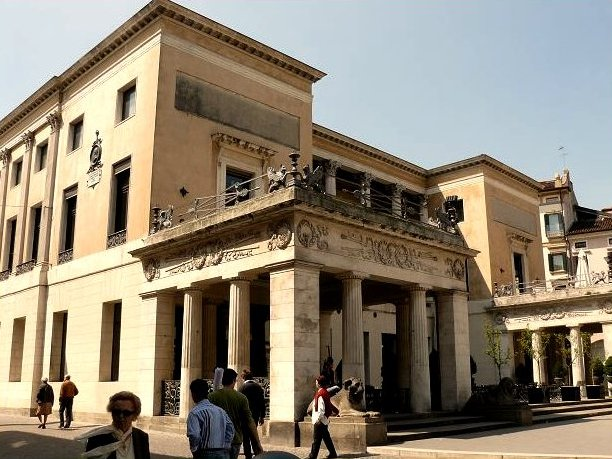
La terrasse-atrium.
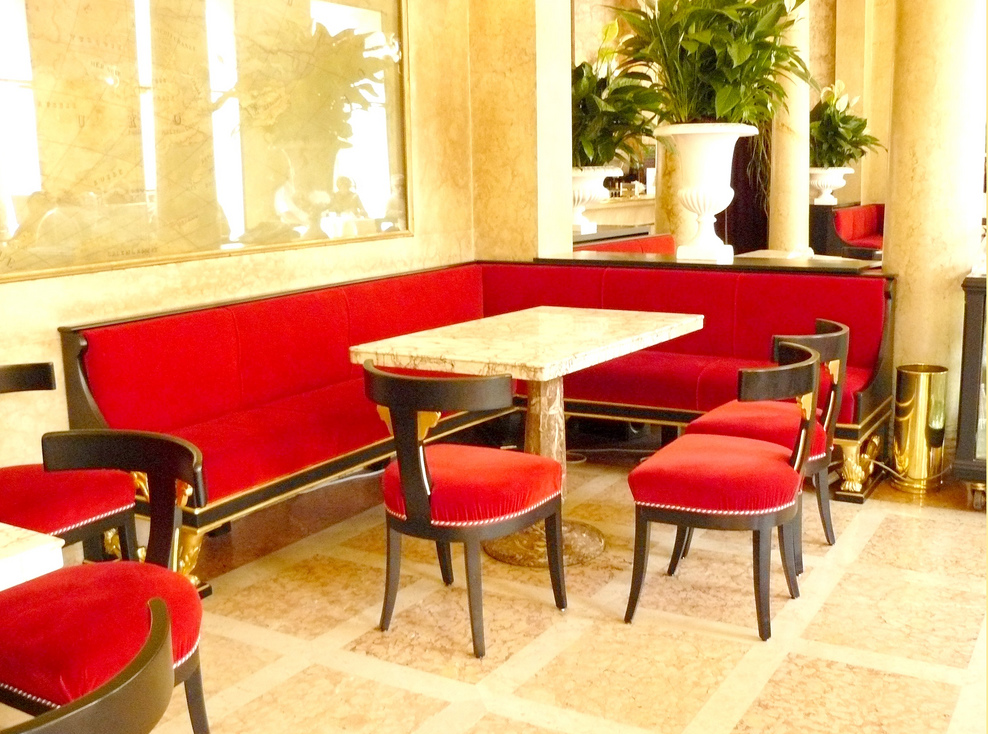
Intérieur.
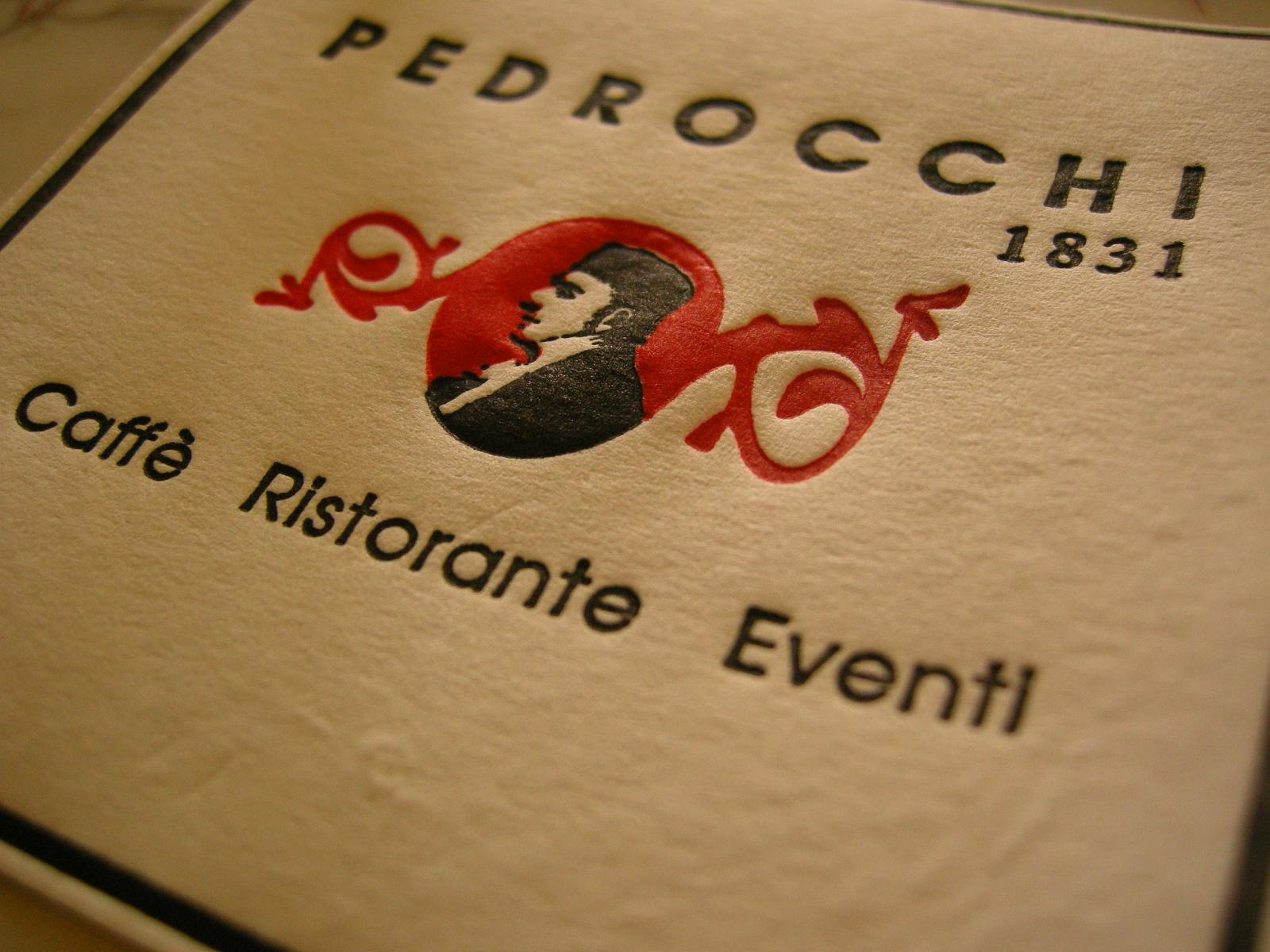
Sous-verre personnalisé.
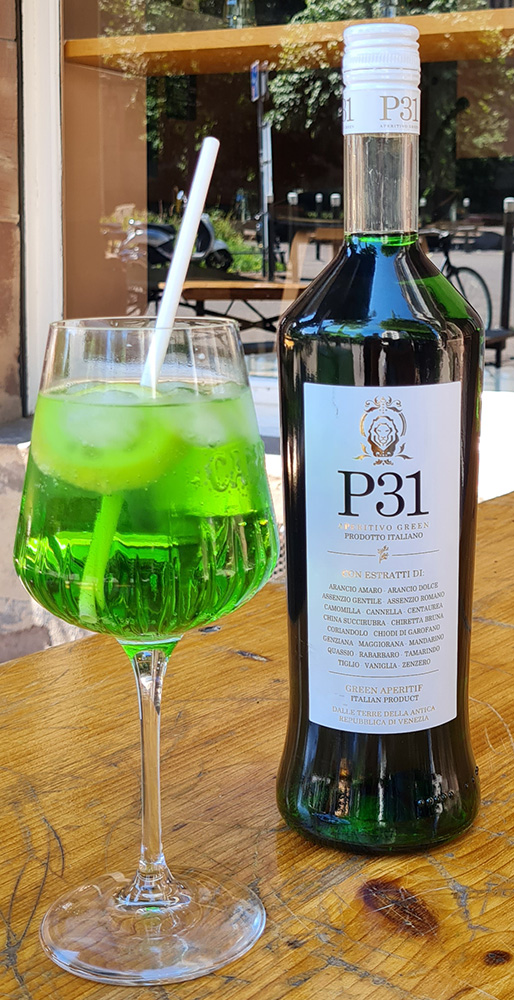
P31 Aperitivo Green et Green Spritz

## Sources
1. ↑  « Le Café Pedrocchi, créateur du P31 »

- (en) Cet article est partiellement ou en totalité issu de l’article de Wikipédia en anglais intitulé « Pedrocchi Café » (voir la liste des auteurs).

- (en) « History », sur Caffe Pedrocchi (consulté le 11 octobre 2024)